# Murray Gell-Mann
Murray Gell-Mann (Manhattan (New York)), 15 september 1929 - Santa Fe (New Mexico), 24 mei 2019) was een Amerikaanse natuurkundige die de Nobelprijs voor de Natuurkunde kreeg in 1969 voor zijn werk aangaande deeltjesfysica.

## Biografie
Gell-Mann werd geboren als zoon van Arthur Isidore Gell-Mann en Pauline Reichstein, joodse immigranten afkomstig uit het koninkrijk Oostenrijk-Hongarije. Zijn vader was eigenaar en docent aan een taalschool. Net als zijn vader had Murray interesses op het gebied van de archeologie, linguïstiek en ornithologie. Hij bezocht een lagere school voor begaafde kinderen, daarna de middelbare school en kwam als vijftienjarige op de Yale-universiteit terecht, waar hij in 1948 afstudeerde met een bachelorgraad (B.S.) in de natuurkunde.
Vervolgens ging hij naar het Massachusetts Institute of Technology (MIT) om in 1951 bij Victor Weisskopf te promoveren. Aansluitend was hij postdoc-student aan het Institute of Advanced Study (Princeton) en aan de universiteit van Illinois (1951-1952) te Urbana-Champaign waar hij samenwerkte met Enrico Fermi.

### Loopbaan
Gell-Man ging zich bezighouden met twee belangrijke ontwikkelingen in de natuurkunde van na de Tweede Wereldoorlog: kwantumelektrodynamica (QED) en hoge-energiefysica. Hij verrichtte eerst belangrijk werk op het Institute for Nucleair Studies in Chicago (1953). Daarna, in 1955, vertrok hij naar het California Institute of Technology (CalTech) te Pasadena waar hij Richard Feynman leerde kennen.
Vanaf 1956 was hij bij CalTech hoogleraar en in 1967 werd hij benoemd tot R.A. Millikan Professor, een positie die hij 26 jaar lang behield. Sinds 1993 is hij president van het Santa Fe Instituut (waarvan hij medeoprichter is) waar hij onderzoek verricht aan complexe systemen.

## Werk

### Eightfold Way

Meson-octet met isospin I_{3}, lading Q en vreemdheid S als coördinaten

Begin jaren 1950 begonnen deeltjesversnellers een variëteit van nieuwe subatomaire deeltjes te produceren, zoveel (boven de 200) dat kernfysici het overzicht kwijt begonnen te raken. Daarnaast raakte men vertwijfeld over het feit dat de grote hoeveelheid aan deeltjes tegenstrijdig was met de orde en eenvoudigheid van hun inzicht in het universum.
Gell-Manns eerste wetenschappelijke wapenfeit betrof het ontwikkelen van een classificatiemethode voor hadronen. Om het gedrag van bepaalde deeltjes beter te van elkaar te onderscheiden introduceerde Gell-Mann in 1961 een nieuw kwantumgetal, namelijk vreemdheid (strangeness). Deze blijft behouden bij productie door de sterke kernkracht, maar niet bij verval door de zwakke kernkracht.
Door vervolgens de isospin I3, de lading Q en vreemdheid S als coördinaten (I3,Q,S) te nemen merkte hij tot verrassing op dat hij alle acht mesonen in een octet kon onderbrengen. Hij noemde zijn classificatiemethode The Eightfold Way naar Boeddha's achtvoudige pad voor het bereiken van verlichting. Tegelijkertijd en onafhankelijk van Gell-Mann werd dezelfde symmetrie ook ontdekt door Yuval Ne'eman, een Israëlische theoreticus. Met dit systeem kon vervolgens beter voorspeld worden welke elementaire deeltjes experimenteel kunnen worden gevonden en welke niet.
Volgens dezelfde methode kon hij ook de bekende baryonen (met spin 1/2) in eenzelfde octet onderbrengen. De overgebleven negen baryonen (met spin 3/2) bracht hij samen in de daaropvolgende symmetriegroep – het decuplet, waarin tien deeltjes passen. Het ontbrekende tiende deeltje, dat hij omega-minus (Ω−) noemde, werd pas in 1964 ontdekt in het Brookhaven National Laboratory (BNL). Daarbij bleek dat de massa van het deeltje bijna exact overeenkwam met de door hem voorspelde theoretische waarde.
Deze ontdekking versterkte het bewijs voor "The Eightfold Way", waarna zijn classificatiemethode algemeen geaccepteerd werd en waarvoor hij in 1969 de Nobelprijs voor de Natuurkunde verkreeg. Daarnaast vormde Gell-Manns ontdekking de opmaat tot het huidige standaardmodel van de deeltjesfysica.

### Quarks
Gell-Mann kwam in 1964 met het idee voor het bestaan van quarks – die hij als de bouwstenen van hadronen (waaronder protonen en neutronen) veronderstelde. Onafhankelijk van Gell-Mann vond de Russisch-Amerikaanse natuurkundige George Zweig ook een quarkmodel, maar hij had quarks "aces" genoemd (de vier azen uit het kaartspel). Met drietallen van die deeltjes met breukwaarden voor het baryongetal en de elektrische lading kon hij protonen en neutronen beschrijven. De term quark ontleende Gell-Mann aan James Joyce' roman "Finnegans wake" (1939), die de zin "Three quarks for Muster Mark" bevat. Hoewel Gell-Mann niet geloofde dat quarks afzonderlijk kunnen worden waargenomen, maakte hij onderscheid tussen "mathematische", gebonden quarks waarmee te rekenen viel en "echte", ongebonden quarks; dit om te voorkomen dat hij in filosofische debatten verstrikt zou raken waarin hij moest verklaren hoe een deeltje dat altijd verborgen is reëel kan zijn. Critici hebben hieruit geconcludeerd dat Gell-Mann zelf niet geloofde in de realiteit van quarks, wat door Gell-Mann wordt tegengesproken.
Quarks komen in zes verschillende 'smaken' voor. In eerste instantie waren twee quarks voldoende om het proton en het neutron te beschrijven, namelijk "up" (op) en "down" (neer). Een proton bevat twee up-quarks en een down-quark, terwijl een neutron een up-quark en twee down-quarks bevat. Rond dezelfde tijd ontdekten natuurkundigen nieuwe elementaire deeltjes. Om deze "vreemde" deeltjes te verklaren moest een extra quark worden aangenomen, het "strange"-quark. Later kwamen daar nog het "charm" (tover), "top" en "bottom"-quark bij.
In 1972 kwam Gell-Mann met zijn theorie van de kwantumchromodynamica (QCD), de natuurkundige theorie die de wisselwerking tussen quarks en gluonen beschrijft. Het vormt de basis van de sterke kernkracht, de elementaire kracht die verantwoordelijk is voor het samenbinden van quarks en anti-quarks zodat deze de verschillende hadronen en mesonen kunnen vormen.

## Erkenning
Gell-Mann was lid van verscheidene wetenschappelijk verenigingen, zowel nationaal als internationaal. Zo was hij onder andere lid van de American Association for the Advancement of Science, de American Academy of Sciences, de American Philosophical Society en de American Physical Society. Naast de National Academy of Science was hij ook (buitenlands) lid van de wetenschappelijke academies van India, Pakistan en Rusland.

### Onderscheidingen
- 1959 – Dannie Heinemann Prize for Mathematical Physics
- 1966 – Ernest Orlando Lawrence Award
- 1967 – Benjamin Franklin Medal
- 1968 – John J. Carty Medal van de National Academy of Sciences
- 1969 – Nobelprijs voor Natuurkunde
- 1990 – Erice Prize van de World Federation of Sciences
- 1993 – Lindbergh Award[7][8]
- 2005 – Albert Einsteinmedaille

## Publicaties
- The Eightfold Way (1964, met Yuval Ne'eman)
- Broken Scale Invariance and the Light Cone (1971, met Kenneth Wilson)
- The Discovery of Subatomic Particles (1983)
- The Quark and the Jaguar (1994)
- The Regular and the Random (2002)
- Murray Gell-Mann: Selected Papers (2009)